# 大野修一 (宇宙工学者)
大野 修一（おおの しゅういち）は、日本の工学技術員である。専門は軌道エレベーター（宇宙エレベーター）開発、宇宙エレベーター協会会長。

## 経歴
1991年 神奈川大学工学部卒業、その後情報系技術職員、財務部職員として神奈川大学に勤務。2007年に米国にて NASA 宇宙エレベーター技術競技会“Elevator:2010 The Space Elevator Challenge”に機械系技術担当として参加。2008年宇宙エレベーター協会設立2009年3月に一般社団法人化、現在同法人会長。
2018年よりJSEAが2018年9月から開始する次期宇宙エレベーター技術競技会GSPECを企画。

## 著作・論文・文献
- 『軌道エレベーター -宇宙へ架ける橋-』（再刊版）早川書房〈ハヤカワ ノンフィクション文庫〉、2009年 (ISBN 978-4150503543)

「SF作品リスト」が割愛され、代わりに金子隆一と大野修一（日本宇宙エレベーター協会会長）の対談を収録。